# Semillac
Semillac är en kommun i departementet Charente-Maritime i regionen Nouvelle-Aquitaine i västra Frankrike. Kommunen ligger  i kantonen Mirambeau som ligger i arrondissementet Jonzac. År 2022 hade Semillac 68 invånare.

## Befolkningsutveckling
Antalet invånare i kommunen Semillac
Referens:INSEE